# Spruance (Schiff, 2011)
Die Spruance, auch USS Spruance (Kennung: DDG-111), ist ein Lenkwaffenzerstörer der Arleigh-Burke-Klasse (Flight IIA) der United States Navy. Sie ist nach Admiral Raymond A. Spruance benannt, der im Pazifikkrieg als Kommandeur amerikanischer Flotten gedient hat.

## Geschichte
DDG-111 wurde 2002 in Auftrag gegeben. Im Mai 2009 legte Bath Iron Works den Kiel des Zerstörers. Rund ein Jahr später fand im Juni 2010 die Taufe statt. Taufpatin war Ellen Spruance Holscher, die Enkelin des Admirals. Einen Tag später wurde das Schiff vom Stapel gelassen. Am 1. September 2011 verließ die Spruance die Werft und begann die Fahrt nach Key West, Florida, wo sie am 1. Oktober 2011 in Dienst gestellt wurde. Im Anschluss wurde der Zerstörer in San Diego, Kalifornien stationiert. Die USS Spruance gehört zum Destroyer Squadron 23 (The Little Beavers).
Im Jahr 2024 ist Spruance weiterhin in San Diego stationiert. Im November 2024 wehrte sie bei einer Durchfahrt durch den Bab al-Mandab gemeinsam mit der Stockdale und mit Flugzeugen der US Air Force und Navy mehrere angreifende Einweg-Kampfdrohnen und gegen Seeziele gerichtete ballistische Raketen und Marschflugkörper ab.